# Takht-e Rostam (Afghanistan)
Takht-e Rostam ou Trône de Rostam est un site archéologique afghan et structure de monastère de Stūpa situé à 2 km au sud de Aybak ou Haibak, dans la province de Samangan. Daté du IVe siècle et Ve siècle après J.-C., le site comportant des monastères bouddhistes a été complètement abandonné après la conquête musulmane du pays. Du fait de l'histoire récente avec les destructions volontaires du patrimoine non-musulman par les Talibans, et du fait de l'incertitude pesant sur le site majeur mais menacé par la présence d'une mine de cuivre de Mes Aynak, le site est important comme témoignage des différentes couches culturelles qui constituent l'identité du pays car c'est « un des monuments bouddhiques les plus intacts et les plus épargnés par la guerre ».

## Localisation et géologie du site
Le site archéologique est situé en surplomb de la vallée.

## Histoire

### Histoire ancienne et médiévale
L'édifice a été construit au moment où la région faisait partie intégrante de l'empire indo-sassanide dit aussi kouchano-sassanide.
La région était un centre de rayonnement important pour le bouddhisme.
Après la conquête musulmane de l'Afghanistan la raison d'être du site a été perdue.

### Place dans la légende et dans la culture
Le site a intégré la mythologie persane  dans l'histoire de Rostam et Sohrâb dans le poème épique Shāhnāmah écrit vers l'an 1000 par le poète persan Abū-l-Qāsim Manṣūr ibn Ḥasan al-Ṭūṣī, appelé aussi Ferdowsi. Dans l'histoire il est dit que Rostam voyagea dans le royaume de Samangân et resta avec le roi à Takht-e Rostam.

### Redécouverte et fouilles, place actuelle
Le site a été découvert en 1824 et fouillé en 1959-1960 par une équipe japonaise dirigée par Seiichi Mizuno.
Un trésor de monnaies d'époque ghaznévide a été retrouvé par hasard sur le site.
Le site a retrouvé une place importante comme témoignage de la présence bouddhiste en Afghanistan à la suite de la destruction des Bouddhas de Bâmiyân en 2001.

## Description du site archéologique
Le complexe architectural est entièrement taillé dans la roche. Il comporte 5 chambres dont deux sanctuaires dont l'un possède un dôme avec une décoration à base de feuilles de lotus. Ces espaces possédaient des statues du Bouddha.
Le stupa surmonté d'une harmika est situé à proximité avec plusieurs caves à proximité. le stupa mesure 8 mètres de haut pour un diamètre de 28 mètres.
Les cellules des moines sont conservées au milieu desquelles se trouve une grande salle.

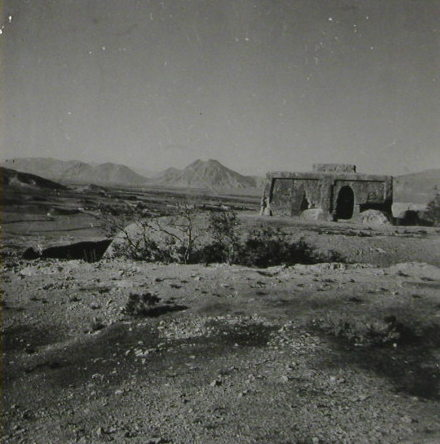
Photographie par Annemarie Schwarzenbach le 11 novembre 1939
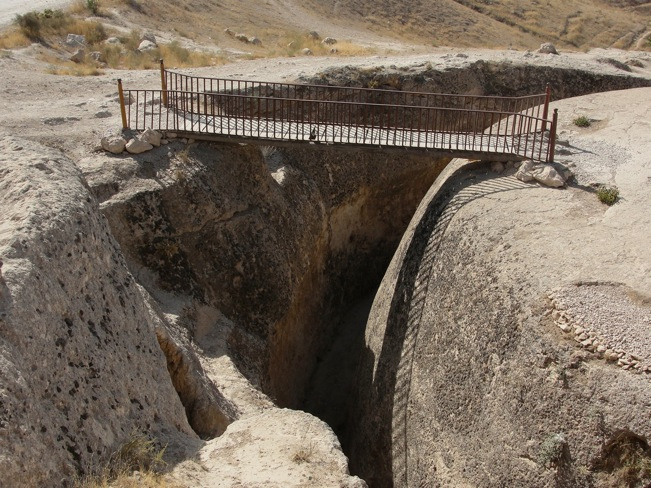
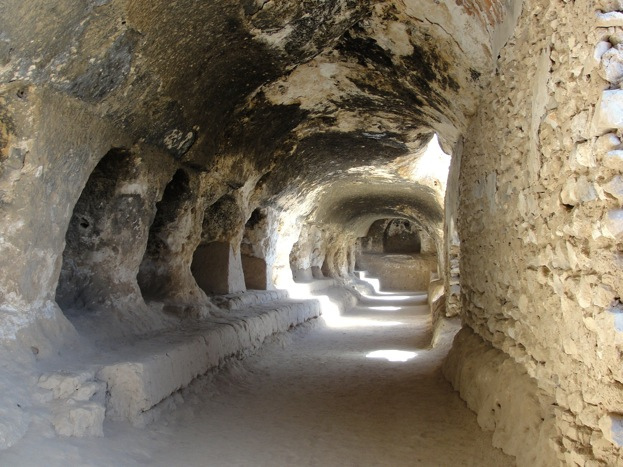
caves
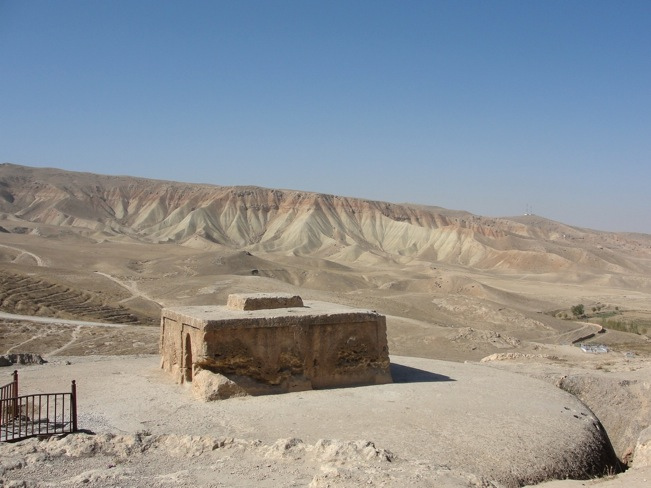
Vue générale